# Parque del Molino del Agua
Parque del Molino del Agua är en park i Spanien.   Den ligger i provinsen Provincia de Alicante och regionen Valencia, i den sydöstra delen av landet, 400 km sydost om huvudstaden Madrid. Parque del Molino del Agua ligger 7 meter över havet.
Terrängen runt Parque del Molino del Agua är platt. Havet är nära Parque del Molino del Agua åt sydost.  Närmaste större samhälle är Torrevieja, 4,6 km sydväst om Parque del Molino del Agua. 